# Charles deForest Chandler
Charles deForest Chandler, född 24 december 1878 i Cleveland Ohio, död 18 maj 1939 i Washington, D.C., var en amerikansk flygpionjär.
Efter avslutade studier vid Case School of Applied Science i Cleveland sökte han sig till US Army där han genomgick Army Signal School i Leavenworth. Efter militärskolan stamanställdes han som officer vid US Army. Han var kapten i Signal Corps när general James Allen beslöt att sätta upp en flygande avdelning 1 augusti 1907. Chandler utsågs till avdelningens första chef. Till en början bestod avdelningen, förutom Chandler, av två personer. Han genomförde sin första ballongflygning 1907 och fick efter utbildningen FAI ballongcertifikat nummer 8. 18 augusti 1908 kommenderade han löjtnanterna Frank P. Lahm, Benjamin D. Foulois och Thomas E. Selfridge att genomföra testflygningar med Baldwins nykonstruerade motordrivna luftskepp. Två dagar senare kom bröderna Wright till Fort Myer i Virginia, flygande över Potomacfloden från Washington i sitt flygplan. 3 september 1908 genomförde bröderna Wright och det nya Baldwin luftskeppet en flyguppvisning för beslutsfattarna inom armen. Innan någon utbildning på flygplanet genomfördes tog Orville Wright upp Selfridge på en flygtur. Under flygningen lossnade ett propellerblad som slog sönder flygplanet. Selfridge avled till följd av skadorna från haveriet medan Orville Wright tvingades till sjukhusvård. Wilbur Wright åtgärdade skadorna på flygplanet omedelbart och man flyttade över flygverksamheten till Wright Brothers field i Huffman Prairie.
Där fick Chandler senare under året sin första flygtur och flyglektion i ett flygplan av Wilbur Wright. Han tilldelades senare FAI flygcertifikat nummer 59 och militärt flygcertifikat nummer 5. Efter flygutbildningen ingick han i arméns utredningsgrupp för flygplansanskaffning. Han utsågs 1911 till chef för arméns flygskola i College Park, Maryland, där han bland annat utbildade Henry "Hap" Arnold och Tommy Milling. 1913 deltog han som flygare i USA:s stridsgrupp på Filippinerna. Under första världskriget förflyttas han till Frankrike där han under 1917 ingick i arméns flygvapen men i mars 1918 förflyttades han till chef över USA:s Airship Division i Frankrike. Han avgick från armén som överste 1920, men fortsatte som privat hobby ballongflygare. Han avled i Washington 1939 och begravdes på Arlington National Cemetery.